# Gare d'Athis-Mons
Pour les articles homonymes, voir Gare de Mons (homonymie).
La gare d'Athis-Mons est une gare ferroviaire française des lignes de Paris-Austerlitz à Bordeaux-Saint-Jean et de la Grande ceinture de Paris, située sur le territoire de la commune d'Athis-Mons, dans le département de l'Essonne en région Île-de-France.
C'est une gare de la Société nationale des chemins de fer français (SNCF) desservie par les trains du RER C.

## Situation ferroviaire
Établie à 36 mètres d'altitude, la gare d'Athis-Mons est située point kilométrique (PK) 16,045 de la ligne de Paris-Austerlitz à Bordeaux-Saint-Jean entre les gares d'Ablon et de Juvisy. Elle est également située au PK 88,390 de la ligne de la grande ceinture de Paris entre la gare de Valenton (fermée) et celle de Juvisy.

## Histoire
Le 17 mars 1839, M. Baudry, maire de la commune, réunit le conseil municipal pour examiner les documents concernant le passage du chemin de fer de Paris à Corbeil, de la Compagnie du chemin de fer de Paris à Orléans (PO), sur le territoire d'Athis-Mons. Il y est précisé qu'il n'y aura pas de gare. Des conseillers s'inquiètent des nuisances mais majoritairement ne s'opposent pas à cette création tout en demandant des compensations. Toujours en mars de la même année, la voie peut franchir l'Orge sur un pont qui permet également le passage du chemin vicinal d'Ablon à Juvisy. En avant du pont, est établi le passage à niveau no 11 au lieu-dit du « Petit-Mons ». La ligne est mise en service le 20 septembre 1840, la station la plus proche étant celle d'Ablon. Une auberge est ouverte près du passage à niveau.

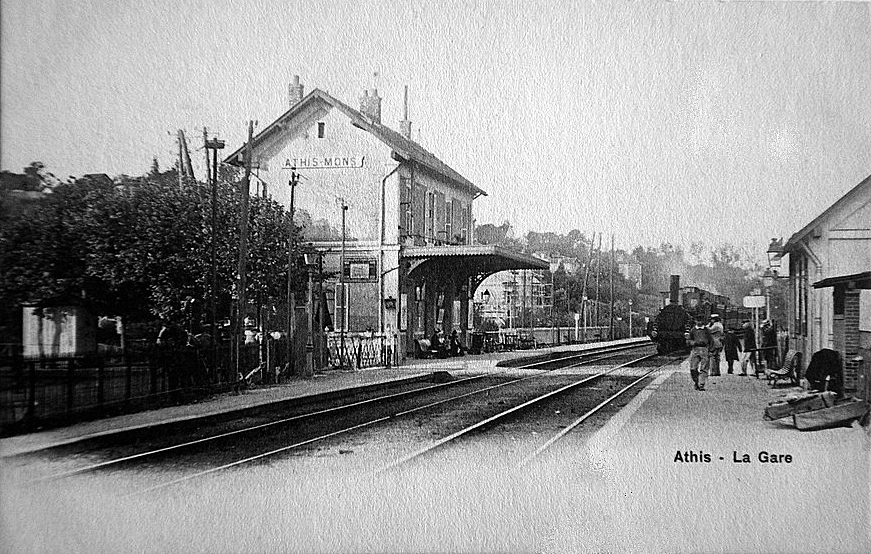
La gare vers 1900 avec l'ancien bâtiment qui va être détruit lors du doublement des voies.

Deux propriétaires de la commune, MM. Chodron et Thomé, demandent, par courrier au conseil d'administration de la compagnie du PO, l'ouverture d'un arrêt au « Petit-Mons » pendant un an contre 5 000 francs, payé d'avance. La compagnie indique son refus dans un courrier du 28 février 1841. La demande est renouvelée, avec l'appui d'autres habitants et du maire, en incluant une offre de M. Chodron sous forme d'une garantie de 3 500 francs de recette annuelle. La compagnie accepte la proposition et met en service, à titre d'essai, la « station du Petit-Mons » le 1er avril 1841,.
Depuis son ouverture jusqu'au 31 mai, pendant deux mois, en moyenne quotidienne, vingt-trois personnes utilisent la station, dont le gardien du passage à niveau, Jean-Baptiste-Marie Rivière, qui y fait office de receveur, pour un total de 1 399 voyageurs. En janvier 1843, elle dispose d'une surface de 664 m2 sur lesquels on trouve un hangar de 96 m2 au sol, avec un bureau et un espace d'attente, ainsi qu'une cour de 64 m2. La desserte quotidienne est assurée en semaine par quatre trains : deux de Corbeil à Paris et deux de Paris à Corbeil. Le dimanche et les jours fériés, circule un train supplémentaire dans les deux sens à la mi-journée. Il faut 30 minutes pour rejoindre Paris. Le prix, en fonction de la classe, est fixé à 1,75 fr en première, 1,30 fr en seconde et 0,90 fr en troisième. Le transport des chiens donne lieu à un supplément de 0,50 fr quelle que soit la distance ; il est possible d'emmener gratuitement jusqu'à 15 kg de bagages. La compagnie ne remet pas en question l'existence de la station.

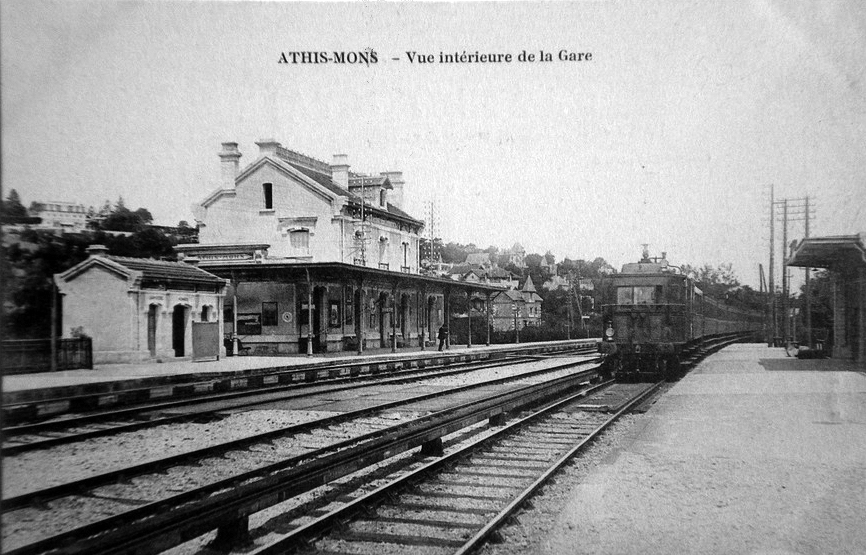
La nouvelle gare vers 1910, avec ses quatre voies et un train à traction électrique.

Plus tard, un véritable bâtiment voyageurs est construit, comportant quatre ouvertures et un étage avec une toiture à deux pans ; un bâtiment servant d'abri est établi, en face, sur le quai extérieur. En 1857, une gare marchandises est ouverte à proximité du pont sur l'Orge. En 1893, une marquise métallique est ajoutée au bâtiment voyageurs. La carte postale ci-contre montre la gare vers 1900, dénommée « station d'Athis-Mons » ; le passage d'un quai à l'autre semble toujours se faire par le passage à niveau bien qu'il y ait déjà un passage inférieur.
Au début des années 1900, la compagnie du PO projette le doublement des voies et leur électrification avec un troisième rail, les travaux débutent en 1902. Cela demande une réorganisation complète de la station avec notamment le rehaussement du niveau du sol, la démolition et le remplacement du bâtiment voyageurs et la suppression du passage à niveau avec la création d'un passage souterrain. Déplacé de quelques dizaines de mètres, le nouveau bâtiment, réalisé entre 1905 et 1908, comprend un corps central à trois ouvertures et un étage sous une toiture à deux pans, encadré par deux ailes à une ouverture en rez-de-chaussée et un toit-terrasse,.
En janvier 1910, la place de la gare est inondée lors de la grande crue de la Seine.
En 2000, la gare est rénovée par la SNCF qui y installe également le nouveau logo « Transilien ».
En 2022, la SNCF estime la fréquentation annuelle de cette gare à 1 391 516 voyageurs.

### Ligne de Grande ceinture
La gare d'Athis-Mons se situe sur la ligne de Grande Ceinture où un service de voyageurs est assuré du 16 juillet 1877, avec l'ouverture de la section de Noisy-le-Sec à Juvisy, jusqu'au 15 mai 1939, quand cesse le trafic sur la section nord comprise entre Versailles-Chantiers et Juvisy via Argenteuil.

## Service des voyageurs

### Accès
La gare dispose de deux accès, l'accès principal par le bâtiment voyageurs Place de Rothenbourg et un accès secondaire, de l'autre côté des voies, près de la Seine, place Jules-Froëlinger.

### Accueil

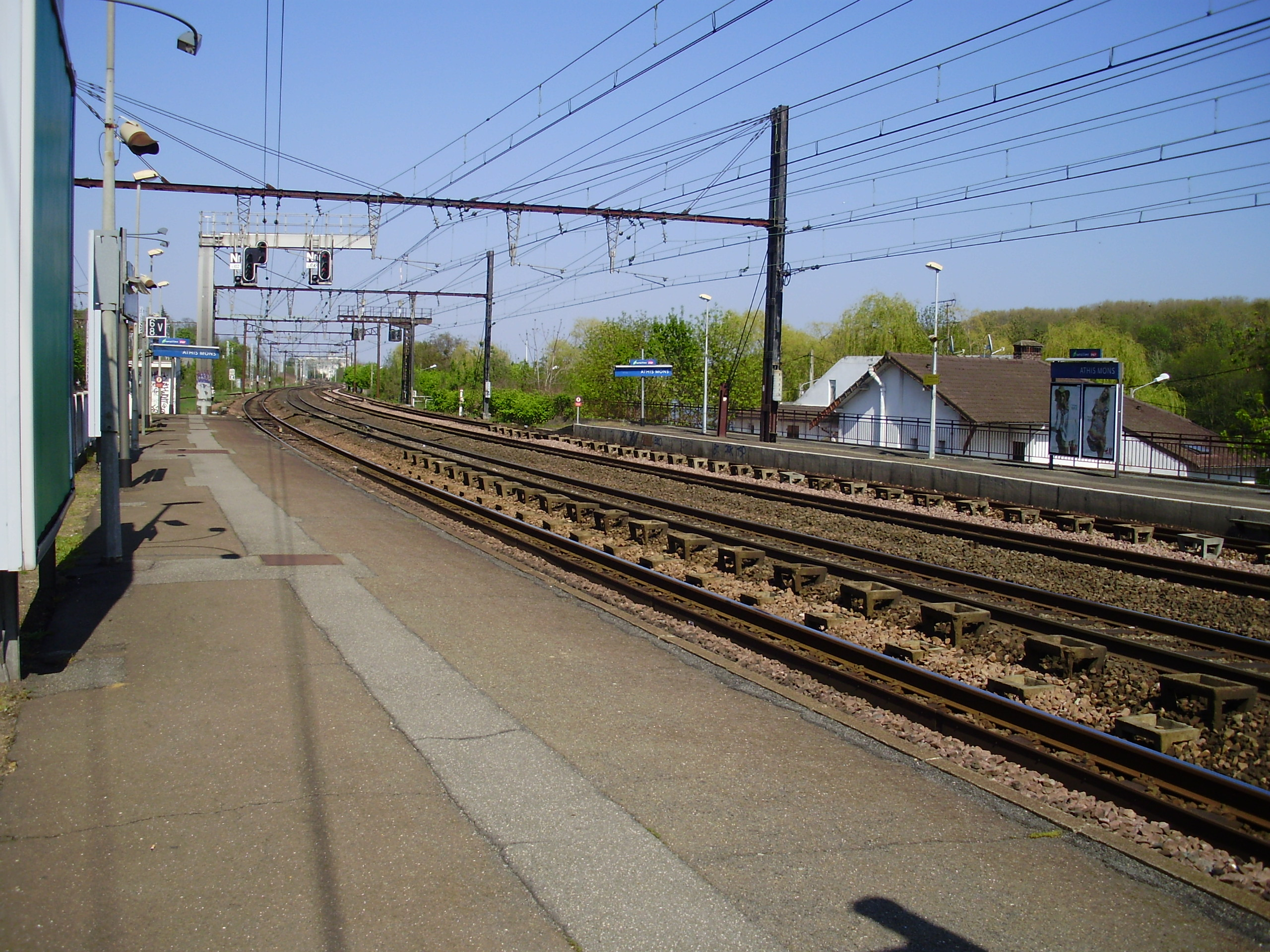
Quais de la gare d'Athis-Mons.

Gare SNCF, du réseau de trains de banlieue Transilien, elle comprend un bâtiment voyageurs, avec guichet, ouvert tous les jours. Elle est équipée d'automates pour les achats de titres de transport Transilien et grandes lignes, et d'un système d'information en temps réel sur les horaires des trains. Elle est dotée d'aménagements pour les personnes à mobilité réduite : boucles magnétiques et places de parking réservées. Elle offre également divers services dont une cabine téléphonique, un distributeur de boissons et de friandises, ainsi qu'un distributeur de journaux.
Un souterrain permet la traversée des voies et le passage d'un quai à l'autre.

### Desserte
Athis-Mons est desservie par les trains de la ligne C du RER, à raison d'un train toutes les 15 minutes vers Paris-Austerlitz (toutes les 30 minutes après 21 h), et d'un train toutes les 15 minutes vers Juvisy (toutes les 30 minutes avant 6 h 30 et après 21 h 30). Les trains portent les codes missions VICK ou VITY vers Paris et CIME, CITY ou JILL vers Versailles-Chantiers ou Juvisy[réf. nécessaire].

### Intermodalité
Un parc pour les vélos et des parkings pour les véhicules y sont aménagés.
La gare est desservie par la ligne 487 du réseau de bus RATP et la nuit, par la ligne N133 du réseau Noctilien.

## Patrimoine ferroviaire
Le bâtiment voyageurs en service est celui construit en 1905-1908, avec une frise en mosaïque typique des édifices édifiés par la compagnie du PO lors de mise à quatre voies de la ligne.

## Projet
Il est envisagé de prolonger la ligne 18 du métro en passant par la gare d'Athis-Mons qui en deviendrait une station dans le cadre d'un prolongement jusqu'à Boissy-Saint-Léger.

## Galerie de photographies

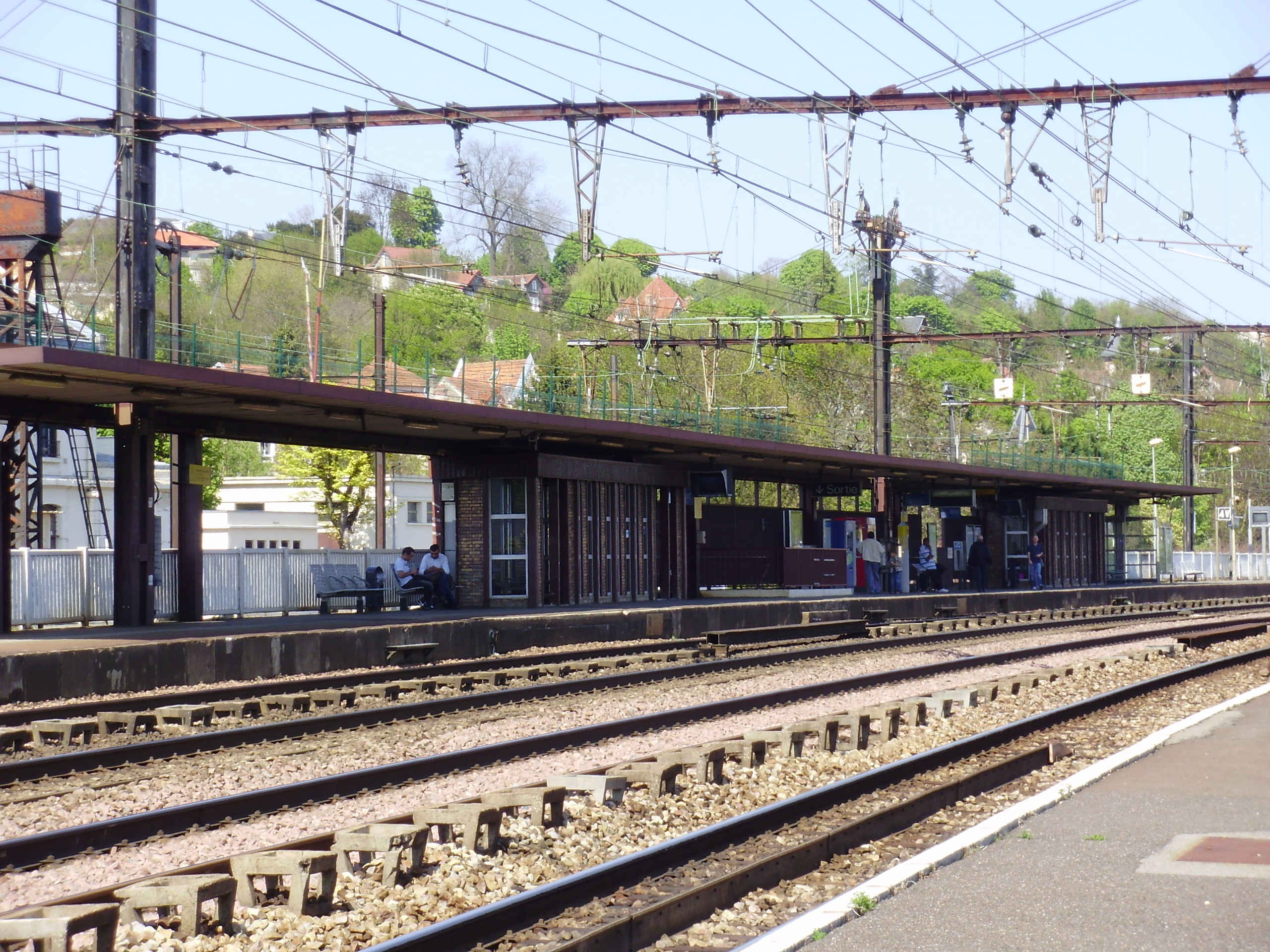
Quai pour Paris.
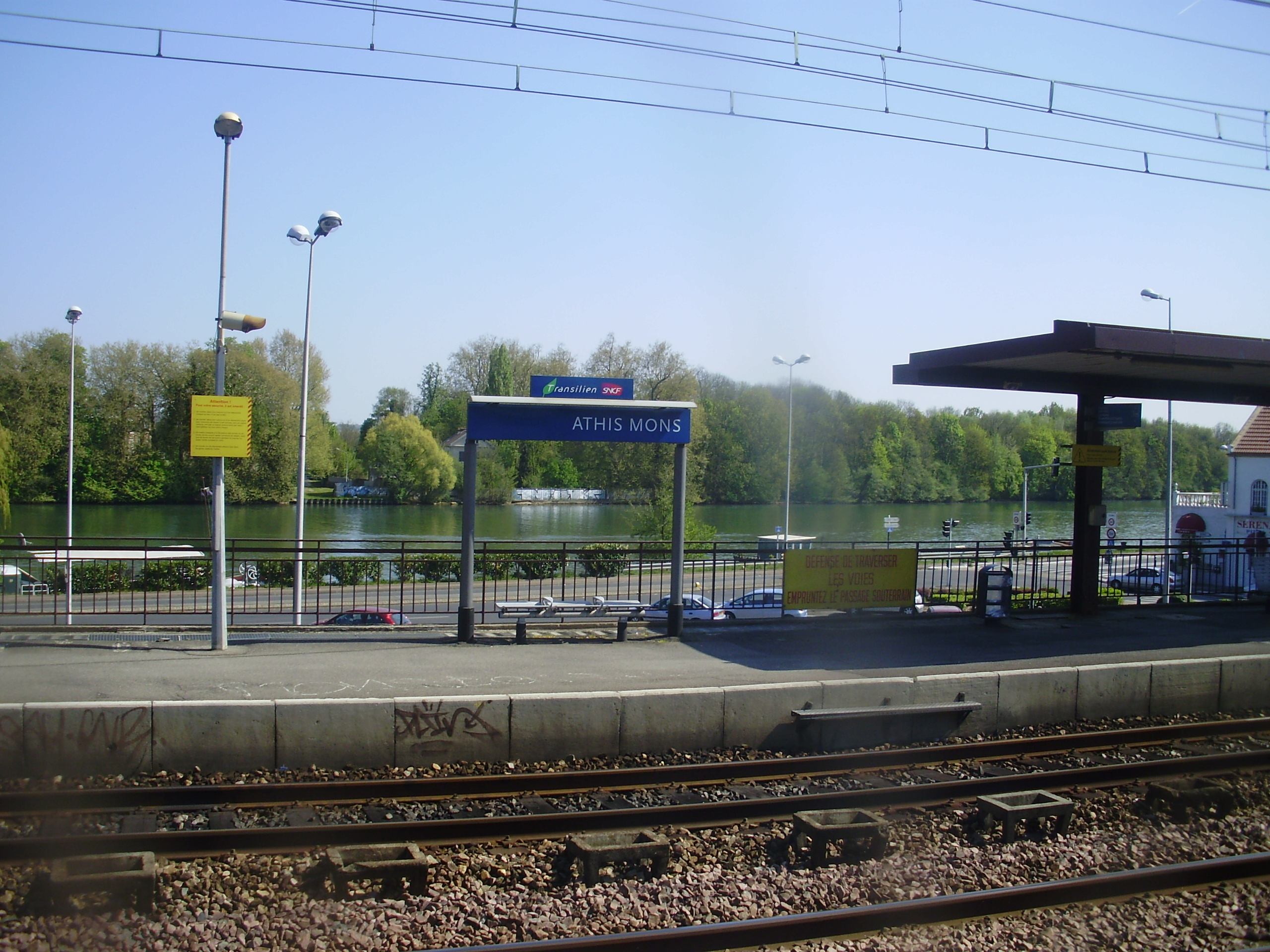
Quai pour Juvisy.
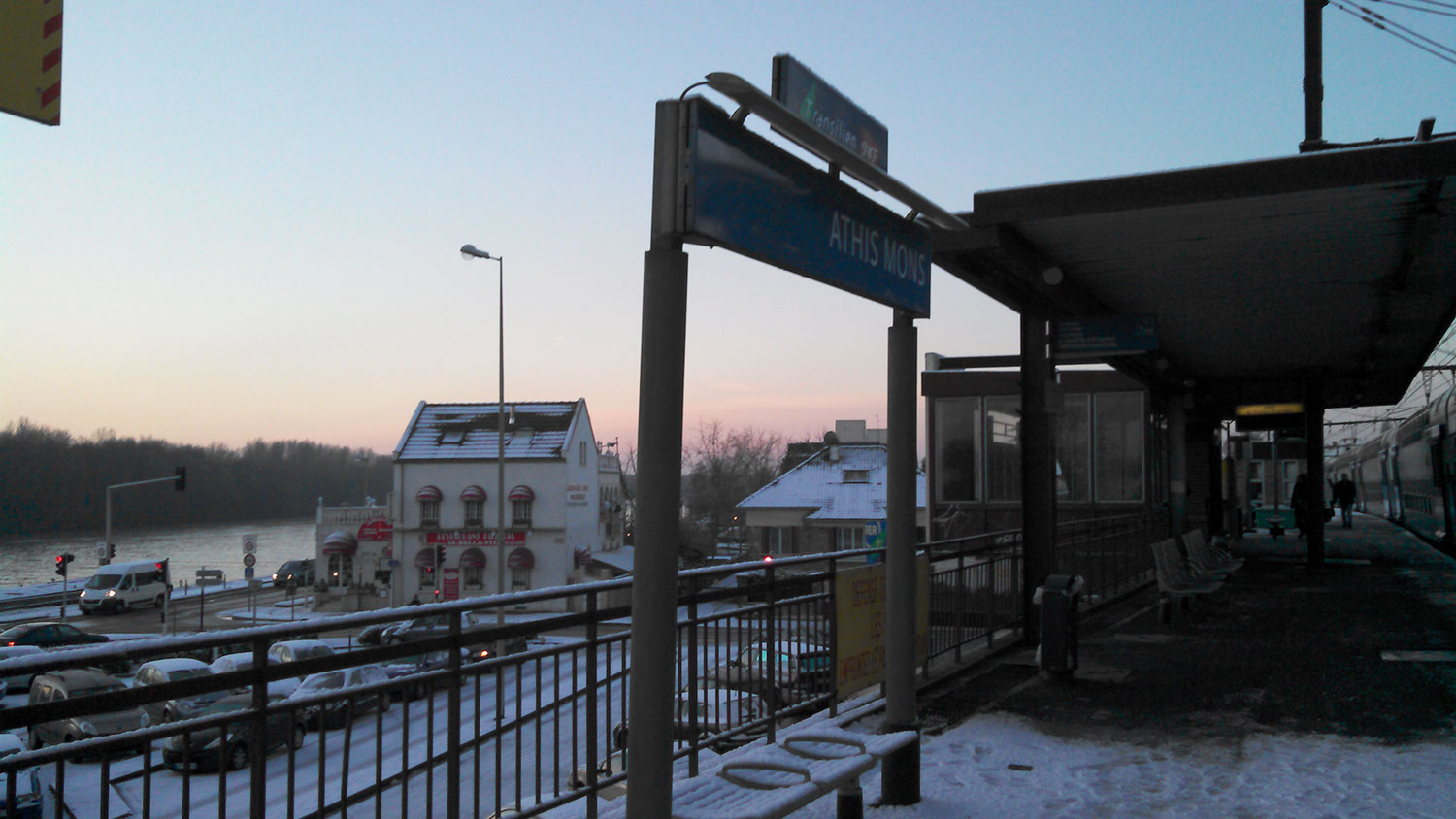
Quai enneigé avec vue sur la Seine.